# 黃怡瑄
黃怡瑄（英語：Kadi Huang，1995年2月19日—），台灣女子團體 TUD 的成員，校盟影業娛樂經紀公司旗下藝人，畢業於高雄醫學大學心理學系，擅長大提琴、鋼琴、吉他等樂器，在團內擔任團長兼主唱。

## 演藝生涯

### 出道以前
從小就喜好音樂的黃怡瑄，擅長大提琴、鋼琴、直笛與吉他等樂器，國小到國中讀的都是音樂班。在就讀台南女中時期，常參加各類歌唱比賽，並代表全體畢業生上台演唱畢業歌曲。於高雄醫學大學主修心理學期間，曾參加台灣電視公司的選秀節目《我要當歌手》與《金牌麥克風》。黃怡瑄的祖母曾因為她選擇踏入歌唱演藝事業而對她不諒解，經寫信給祖母溝通後，方獲支持。

### 團長兼主唱
黃怡瑄在TUD團內除擔任主唱外，亦身兼團長一職，如其他團員一樣，她也出身於網路知名節目《校花點點名》。TUD成軍後，歷經一年的籌畫與培訓，於2017年9月29日發行首張數位EP《Monster》。在《Monster》EP第三主打歌《不遠》的MV中，黃怡瑄親自擔任大提琴與鋼琴的演奏。

## 作品

### 音樂作品
TUD 於2017年9月29日發行團體首張EP《Monster》，曲目如下：
| 曲序 | 曲目                           | 作曲                 | 填詞           | 時長  |
| 1.   | Monster （页面存档备份，存于） | terrytyelee          | TUD            | 03:24 |
| 2.   | 我賴你賴我                     | Victor劉偉德、許郁翎 | 許郁翎、詹詠淇 | 03:00 |
| 3.   | 不遠                           | terrytyelee、王知音  | 林靖軒、許郁翎 | 04:20 |

### 電視節目
- 金牌麥克風 (台視)
- 我要當歌手 (台視)
- 歡樂智多星 (衛視中文台)
- 18歲不睡 (中天綜合台)
- 娛樂百分百 (八大綜合台)
- 天天樂財神 (中天娛樂台)
- TVBS星鮮話 (TVBS 56台)
- 國光幫幫忙之大哥是對的 (三立都會台)

### 網路節目
- 校花點點名
- 愛情琳不靈

## 外部連結
- 黃怡瑄的Facebook專頁
- 黃怡瑄的Instagram帳戶
- 黃怡瑄 新浪微博